# Rybáře (Libá)

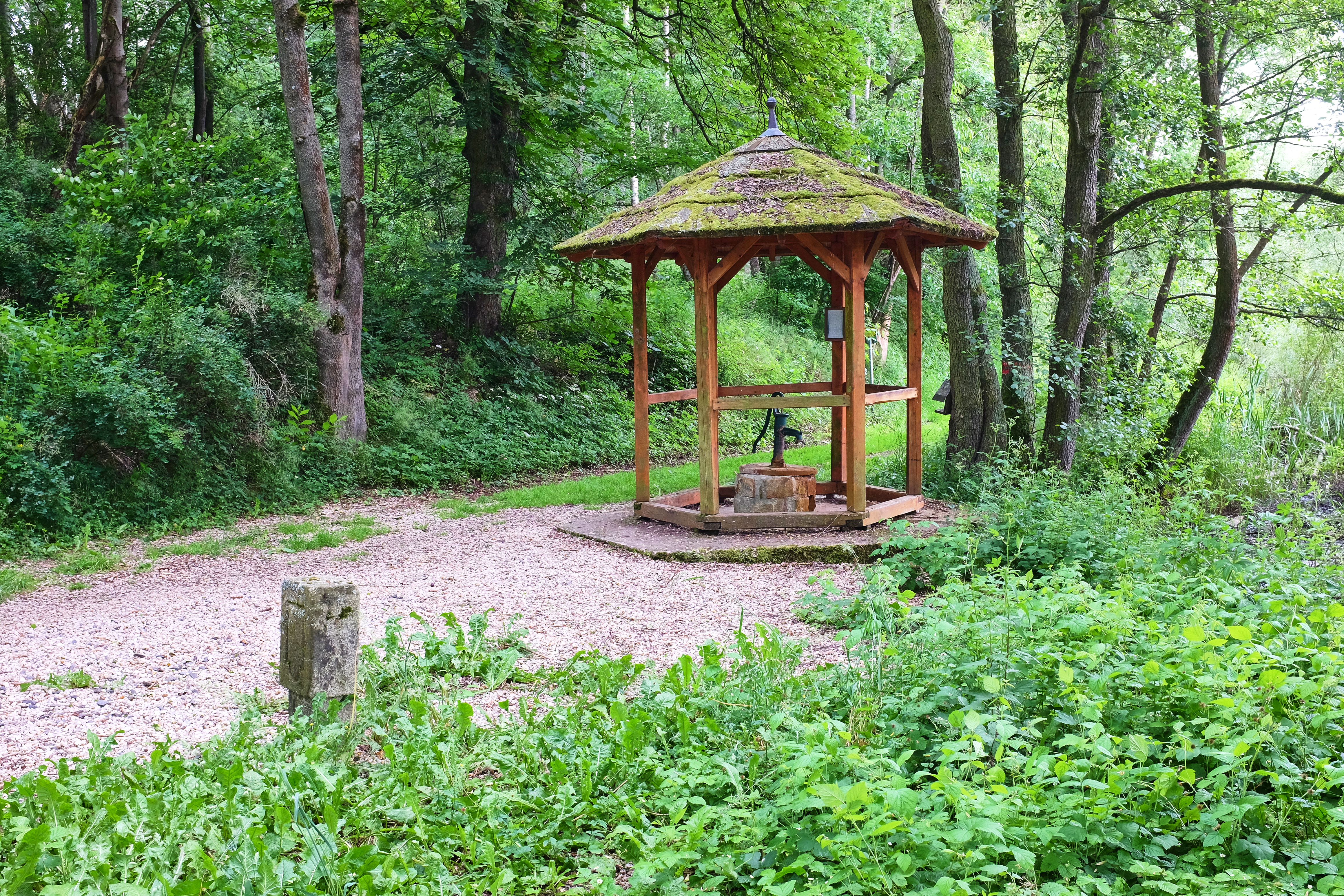
Rybáře, 2024

Rybáře (deutsch Fischern, früher Böhmisch Fischern, auch Egrisch Fischern bzw. Katholisch Fischern) ist eine Wüstung in Tschechien. Sie liegt einen Kilometer östlich von Hohenberg an der Eger auf dem Gebiet der Gemeinde Libá im Okres Cheb.

## Geographie

### Geographische Lage
Rybáře befand sich unmittelbar an der deutsch-tschechischen Grenze im Egerbecken. Das Dorf lag zwischen den Einmündungen des Libský potok und der Reslava am linken Ufer der Eger. Gegen Osten erstreckt sich das mit dem Stausee Skalka geflutete Egertal. Nördlich erhebt sich die Vyhlídka (493 m), im Nordwesten die Stráně (Gehängberg, 568 m) und die Blatná (Plattenberg, 541 m).

### Ortsgliederung
Rybáře bildet eine Grundsiedlungseinheit der Gemeinde Libá, der Katastralbezirk trägt die Bezeichnung Rybáře u Libé.

### Nachbargemeinden
Nachbarorte waren Libá im Norden, Dobrošov, Hůrka und Pomezná im Nordosten, Klest und Bříza im Osten, Pomezí nad Ohří im Südosten, Fischern und Schirnding im Süden, Raithenbach im Südwesten, Hohenberg an der Eger im Westen sowie Hammermühle und Dubina im Nordwesten.

## Geschichte
Die erste schriftliche Erwähnung des Dorfes Fischern erfolgte im Jahre 1300. Im Zuge der Verpfändung der Reichsstadt Eger durch den Römisch-deutschen König Ludwig der Bayer an den böhmischen König Johann von Luxemburg im Jahre 1322 wurde die beiderseits der Eger gelegene Ansiedlung Fischern zwischen zwei Königreichen geteilt; die Wassermühle linksseitig des Flusses war Teil des Egerers Reichspfandes, das rechtsegrische Dorf Bayerisch Fischern verblieb bei Bayern.
Nach Territorialstreitigkeiten zwischen Österreich und Bayern wurde in der Mitte des 19. Jahrhunderts die Grenze bei Böhmisch Fischern bzw. Egrisch Fischern oder Katholisch Fischern und Bayerisch Fischern bzw. Evangelisch Fischern neu beraint.
Nach der Aufhebung der Patrimonialherrschaften bildete Fischern ab 1850 einen Ortsteil der Gemeinde Mühlbach im Bezirk und Gerichtsbezirk Eger. Zu dieser Zeit bestand das Dorf aus sechs Häusern, darunter einer Mühle und einer Schenke. Pfarrort war Mühlbach. 1920 wurde Fischern Teil der neu gebildeten Gemeinde Markhausen. Das Elektrizitätswerk an der örtlichen Mühle versorgte das kleine Dorf mit Strom. Im Jahre 1921 lebten in den sieben Häusern von Fischern 34 Personen. Der tschechische Ortsname Rybáře wurde 1923 eingeführt. Nach dem Münchner Abkommen wurde das Dorf 1938 dem Deutschen Reich zugeschlagen und gehörte bis 1945 zum Landkreis Eger. Zu Beginn der 1940er Jahre war bei Fischern der Bau einer Reichsautobahnbrücke über die Eger projektiert, wegen des Kriegsverlaufes kam deren Bau jedoch nicht zustande. Nach dem Ende des Zweiten Weltkriegs kam Fischern zur Tschechoslowakei zurück. Ein Großteil der deutschsprachigen Bevölkerung floh nach 1945 vor der wilden Vertreibung über die Eger nach Bayern. Die Egerbrücke wurde kurz nach 1945 gesprengt. Wegen seiner unmittelbaren Grenzlage wurde Rybáře im Zuge der Errichtung des Eisernen Vorhangs 1949 aufgelöst. Die Gemeinde Pomezná wurde 1950 ebenfalls aufgelöst und an Pomezí nad Ohří angeschlossen. In den Jahren 1950–1951 wurde Rybáře dem Erdboden gleichgemacht. Am 1. Juli 1965 wurden die durch den Stausee Skalka von Pomezí nad Ohří abgeschnittenen Kataster Pomezná und Rybáře der Gemeinde Libá zugeordnet.
Heute befindet sich an der Stelle des erloschenen Dorfes Wiesenland. Einzig erhalten ist die Mineralwasserquelle am Mühlgraben. Die Flussaue mit erhaltenen Mäandern der Röslau und Eger östlich von Rybáře ist als Naturreservat Rathsam geschützt.